# Maya Yoshida
Maya Yoshida (n. 24 august 1988) este un fotbalist japonez care joacă pe post de fundaș central în clubul de fotbal Major League Soccer, LA Galaxy.

## Statistici
| Japonia | Japonia | Japonia |
| An      | Meciuri | Goluri  |
| ------- | ------- | ------- |
| 2010    | 1       | 0       |
| 2011    | 12      | 2       |
| 2012    | 9       | 0       |
| 2013    | 15      | 0       |
| 2014    | 11      | 1       |
| 2015    |         |         |
| Total   | 48      | 3       |